# Александр. Невская битва
«Александр. Невская битва» — исторический фильм режиссёра Игоря Калёнова. Вышел в русский прокат 1 мая 2008 года.

## Сюжет
Действие фильма происходит в 1239—1240 годах. Начало правления молодого князя Александра в Новгородской республике. Александр женится на дочери полоцкого князя Александре, борется с мятежными боярами. И в финале фильма разбивает шведов в сражении, вошедшем в историю как Невская битва. После этой победы его стали называть Александр Невский.
Во время охоты молодой князь Александр со своими соратниками помогают странствующему рыцарю — вице-магистру Ливонского ордена Андреасу фон Вельвену отбиться от лихих людей, которые напали на лесной дороге. Рыцарь путешествовал по Новгородскому княжеству с тайной миссией по поручению ордена. Александр приглашает рыцаря в Новгород. Рыцарь в подземелье тайно встречается с двумя боярами-заговорщиками, которые разделяют убеждения и веру ордена и недовольны правлением молодого князя. Рыцарь поручает им подготовить карту реки Невы, на которой должны быть обозначены все опасные места, включая пороги и мели, для удачной высадки на берег. Бояре должны готовить город к сдаче. Рыцарь пообещал боярам, что новый князь будет из русских земель.
Князь Александр женился на княжне Александре. По пути в Новгород свадебный обоз на опушке леса подбирает Святослава, княжича из Торжка, который был изранен после встречи с медведем. Со слов самого Святослава, зверь был повержен им в смертельной схватке засапожным ножом. Александр берёт Святослава в Новгород. Андреас фон Вельвен приезжает в замок шведского короля Эрика XI. Шведский король готовил крестовый поход против русских еретиков. Вице-магистр рассказывает королю про новгородских бояр, недовольных князем Александром, и просит его отправить людей в Новгород для того, чтобы бояре передали им изготовленную карту реки Невы.
На княжеском свадебном пиру Александру подносят чашу с отравленным вином. Яшка, увидев заговор против князя, в последний момент вырывает из рук Александра чашу и принимает смерть вместо него. Подозрение падает на отлучившегося Ратмира, который заглядывался на княжну. Через некоторое время в бочке с рассолом находят утонувшего мясника, ранее оскорбившего Ратмира, что усугубило его положение. Вернувшегося с реки Ратмира берут под стражу. В Новгород прибывают двое монахов-католиков с предложением папы принять латинскую веру, но Александр отказывает им. В подземелье Александр перехватывает составленную карту, которую бояре-заговорщики должны передать монахам, и узнаёт, в каком месте будет высадка шведов. Александру показывают наконечник стрелы, который мясник вытащил из убитого медведя. Александр велит взять Святослава под стражу и освобождает Ратмира. Бояре отпускают Святослава, узнав, что он Дмитрий, сын князя Ярослава Владимировича. В Швеции Дмитрия принимают в рыцари.
Дозорный старшина Пелгусий увидел входящие в Неву ладьи с варягами. Новгородские бояре собирают вече. Бояре, которые были на стороне Александра, решают: если он проиграет битву, то в Новгород ему возврата нет. Князь Александр собирает войско и выдвигается к месту битвы. Шведы встают лагерем в устье реки Невы, в том месте, где Нева впадает в Ижору, как и предполагал Александр. На рассвете войско Александра атаковало лагерь спящих шведов, застав их врасплох. Началась битва. Во время битвы погибает Ратмир, убив в схватке предателя Дмитрия. Князь Александр и рыцарь Биргер Магнуссон сходятся в поединке, из которого Александр выходит победителем. Шведы были разбиты и обращены в бегство.

## В ролях
- Антон Пампушный — князь Александр
- Светлана Бакулина — княжна Александра Брячиславна
- Игорь Ботвин — Ратмир, дружинник князя
- Юлия Галкина — Дарья
- Павел Трубинер — Дмитрий / «Святослав из Торжка»,
сын князя Ярослава Владимировича
- Богдан Ступка — князь Ярослав Владимирович
- Сергей Лысов — воевода Миша
- Нодари Джанелидзе — Яшка
- Тунгышбай Жаманкулов — монгольский баскак
- Лев Елисеев — Фёдор Данилыч, боярин, наставник князя
- Сергей Русскин — Гаврила Олексич, боярин князя
- Семён Мендельсон — Яков Полочанин[бел.], ловчий князя
- Денис Шведов — Сбыслав Якунович, новгородский посадник
- Валентин Захаров — Савва, младший дружинник князя
- Александр Рязанцев — старшина Пелгусий, дозорный
- Валерий Кухарешин — Эрик XI, король Швеции
- Артём Лещик — ярл Ульф Фаси, двоюродный брат Биргера Магнуссона
- Александр Стёпин (Орлов) — ландмейстер (вице-магистр) Ливонского ордена, странствующий рыцарь Андреас фон Вельвен
- Дмитрий Быковский-Ромашов — рыцарь Биргер Магнуссон,
зять короля Эрика XI
- Юрий Тарасов — шут-горбун при дворе Эрика XI
- Андрей Федорцов — юродивый Корнилий
- Артур Ваха — глава боярского вече
- Егор Бакулин — молодой боярин
- Алексей Гурьев — мясник Евлампий
- Евгений Капитонов — боярин Роман Кулик
- Роман Литвинов — боярин Алексей Батков
- Александр Орловский — первый монах-католик
- Сергей Гамов — второй монах-католик
- Наталья Каленова — дочь короля Эрика XI (нет в титрах)

## Съёмочная группа
- Игорь Каленов — режиссёр-постановщик, продюсер
- Владимир Вардунас — автор сценария
- Валерий Мартынов — оператор-постановщик
- Рустам Ибрагимбеков — продюсер
- Алия Увальжанова — продюсер
- Валерий Мартынов — оператор-постановщик
- Андрей Розин — художник-постановщик
- Татьяна Патрахальцева — художник по костюмам
- Андрей Антоненко — композитор
- Надежда Гришина — исполнительный продюсер
- Юлия Семеренко — художник по гриму
- Юлия Лукашук — зам. директора
- Ирина Чайка — зам. директора
- Наталья Лодина — администратор
- Сергей Мишенёв — постановщик фехтовальных сцен

## Дополнительные факты
- Все постановки боевых сцен в фильме осуществлял петербургский фехтмейстер Сергей Мишенёв.
- Специально для Александра Невского был разработан так называемый «удар Александра». В фильме он использован два раза.
- В батальных сценах основную часть сражающихся составляли реконструкторы.
- В замке короля Эрика Шепелявого играют кантигу «Quen a omagen da Virgen», но она была написана в Кастилии позже, при короле Альфонсо Х (1252—1284).
- Отец Александра Ярослав Всеволодович в фильме назван Ярославом Вячеславовичем.

## Цитаты
Игорь Калёнов, продюсер картины:

«Я понимаю, что сравнений с гениальной картиной „Александр Невский“ Сергея Эйзенштейна нам не избежать. Но мы сняли другое кино. Не плакат и не эпос, а историю о мальчике, который вступает во взрослую жизнь и учится жить по правилам, которые диктует политика»